# Komet (Schiff, 1911)
Die Komet war die Regierungsyacht der deutschen Kolonie Neuguinea. Nach Ausbruch des Ersten Weltkriegs 1914 wurde sie von australischen Truppen aufgebracht und als Sloop HMAS Una in Dienst gestellt. Sie war ab 1925 als Akuna im Lotsendienst tätig und wurde 1955 abgewrackt.

## Geschichte
Die Komet war der Ersatz für die 1909 verschollene Regierungsyacht Seestern. Von 1911 von 1914 diente die Komet dem Gouvernement Deutsch-Neuguinea und führte die Dienstflagge des Reichskolonialamts, die so genannte Reichskolonialflagge. Stationiert war der Dampfer in Rabaul. Die Yacht war gut ausgestattet und damit auch für hochrangige Mitarbeiter der Kolonialregierung, die regelmäßig Inspektionsreisen zu deutschen Betrieben unternahmen, geeignet. Dazu diente die Yacht auch als Truppentransporter für die Kolonialpolizei Neuguinea. Als Besatzung dienten neben den europäischen Offizieren ausschließlich Eingeborene der Kolonie.
Bei Kriegsausbruch im August 1914 hielt sich die Komet in Morobe auf, wohin sie den amtierenden deutschen Gouverneur Eduard Haber für eine Inspektion gebracht hatte. Die Komet konnte den Kontakt zu australischen Kriegsschiffen knapp vermeiden und Haber zurück nach Rabaul bringen.
Haber stellte die Komet dem Ostasiengeschwader unter Vizeadmiral Maximilian von Spee zur Verfügung, in dem sie bis Ende September 1914 als Versorgungsschiff für den Hilfskreuzer Prinz Eitel Friedrich diente. Als Rabaul von australischen Streitkräften besetzt wurde und sich die Präsenz britischer Schiffe in der Gegend laufend erhöhte, wurde die Komet, um nicht in die Hände des AN&MEF (Australian Naval and Military Expeditionary Force) zu fallen, nach Komethafen verlegt, einem weit entfernt Ort an der Nordküste von Neupommern. Dort wurde sie am 9. Oktober 1914 von AN&MEF-Truppen unter Verwendung der Nusa der Royal Australian Navy, einer einige Wochen zuvor erbeuteten ehemaligen deutschen Dampfyacht, aufgebracht und mit ihrer deutschen Besatzung nach Sydney gebracht. Nach erfolgter Umrüstung wurde das Schiff am 17. November 1914 als Una in den Dienst der australischen Marine gestellt. Sie diente als Patrouillenboot und Mehrzweckschiff in Neuguinea, Neubritannien, den Neuen Hebriden und in malayischen Gewässern. Als im August 1917 der australische Dampfer Matunga vermisst wurde, nahm die Una zusammen mit anderen Einheiten der australischen Marine, der Royal Navy und der Japanischen Marine an der Suche teil, während der deutsche Hilfskreuzer Wolf mit der Prise Matunga in denselben Gewässern kreuzte, in der die Una operierte.

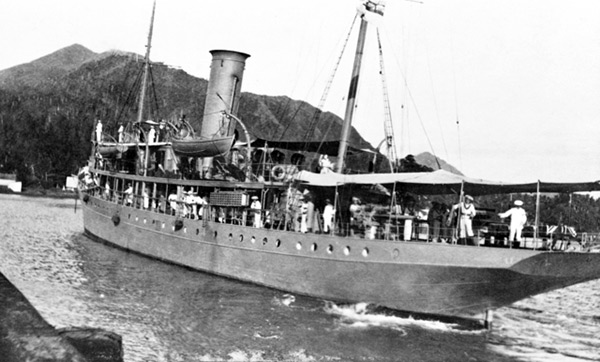
Die Una am Pier von Rabaul (1915)

Im Dezember 1918 wurde die Una während des Darwin-Aufstands nach Darwin entsandt, um den Gouverneurssitz zu schützen. Sie verblieb dort, bis sie Anfang Januar 1919 von der Encounter abgelöst wurde.
1920 wurde die Una aus der Liste der Kriegsschiffe gestrichen. Ab 1925 diente sie als Akuna in Port Phillip beim Port Phillip Pilot Service als Lotsenboot. 1953 wurde sie außer Dienst gestellt und 1955 in Melbourne abgewrackt.